# Jürgen Dieckert

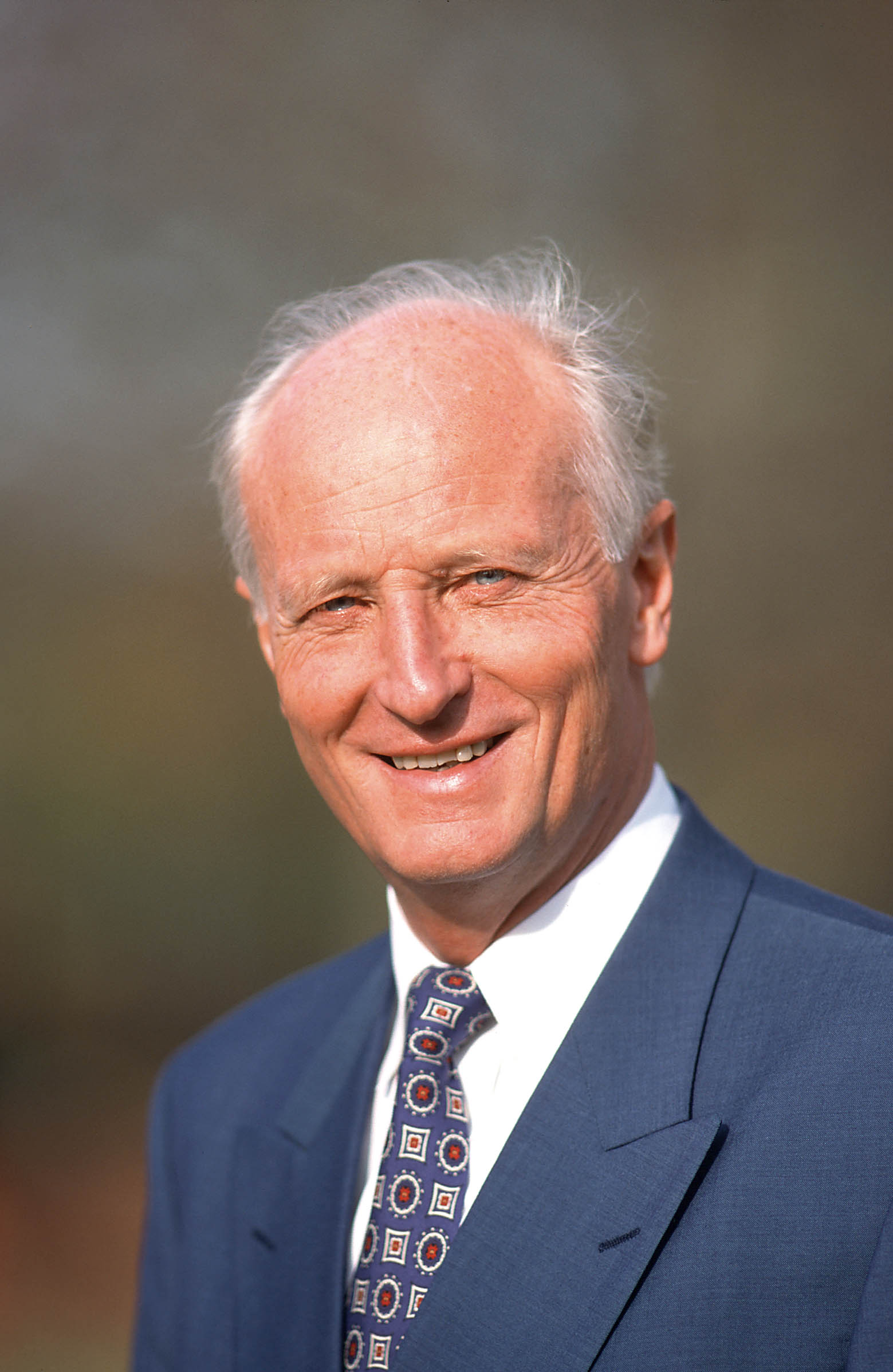
Jürgen Dieckert (1996)

Jürgen Dieckert (* 10. Juni 1935 in Gumbinnen, Ostpreußen) ist ein deutscher Sportwissenschaftler und Sportfunktionär.

## Wissenschaftliche Karriere
Als Sohn von Kurt Dieckert wurde er nach dem 1. Staatsexamen Assistent und Akademischer Rat am Institut für Leibeserziehung an der Universität Saarbrücken. 1968 wurde er zum Dr. phil. promoviert und als 33-Jähriger an die Pädagogische Hochschule Oldenburg berufen, wo er als Professor für Leibesübungen wirkte. Die Umwandlung der Pädagogischen Hochschule in die Universität Oldenburg fiel zusammen mit seiner Ernennung zum Professor für Sportwissenschaft. Sein Arbeitsschwerpunkt war vor allem der Freizeitsport. Dieckert baute die Forschungsstelle für Freizeit- und Breitensport auf und leitete diese. Zudem wurden unter seiner Leitung die modellhaften Sportanlagen der Carl von Ossietzky Universität Oldenburg erbaut. Von 1980 bis 1983 war Dieckert Gastprofessor an der Universidade Federal de Santa Maria in Brasilien. In den Jahren 1988 bis 1992 unternahm er Forschungsreisen zu den Canela-Indianern in Brasilien. Vor wenigen Jahren bekam Dieckert für seine Arbeiten in Brasilien den Titel Professor honoris causa der Universität Salvador da Bahia. 2003 wurde Dieckert emeritiert.

## Veröffentlichungen
Dieckert ist Autor von über 500 Zeitschriftenbeiträgen sowie Autor und Herausgeber von 27 Büchern, darunter:
- Jürgen Dieckert: Die Turnerjugendbewegung. Ein Beitrag zur Erziehungsgeschichte der außerschulischen Jugenderziehung während der Weimarer Republik. Verlag Karl Hofmann, Schorndorf 1968.
- mit Friedhelm Kreiß, Heinz Meusel: Turnen – Sport – Spiel. Schulbuch für Jungen und Mädchen. Limpert-Verlag Frankfurt 1969. (3. Auflage. Limpert, 1979, ISBN 3-7853-1176-1) (Übersetzung ins Spanische 1972, Portugiesische 1982, Japanische 1983)
- Freizeitsport. Chance und Aufgabe für jedermann. Bertelsmann Universitätsverlag, Düsseldorf 1974, ISBN 3-571-09172-8. (Übersetzung ins Portugiesische 1984)
- mit Karl Heinz Leist (Hrsg.): Auf der Suche nach Theorie-Praxis-Modellen im Sport. Hofmann Verlag, Schorndorf 1976, ISBN 3-7780-3841-9.
- mit Marita Bruckmann, Klaus Herrmann: Geräteturnen für alle: freies Turnen an Geräten. Pohl-Verlag, Celle 1991, ISBN 3-7911-0187-0.
- Turnen ist mehr. Verlag des DTB, Frankfurt 1995, ISBN 3-929461-27-7.
- mit Christian Wopp (Hrsg.): Handbuch Freizeitsport. Verlag Hofmann, Schorndorf 2002, ISBN 3-7780-1841-8.

Weiterhin ist Dieckert Herausgeber von zwei Sport-Schriftreihen in dem brasilianischen Verlag Ao Livro Tecnico (Rio de Janeiro). Von 1983 bis 1991 erschienen elf Bücher in der Serie Fundamentacao und 16 Bücher in der Serie Pratica.
1988 bis 1992 erforschten Dieckert und der Ethnologe Jakob Mehringer gemeinsam die Spiel- und Bewegungskultur der Canela-Indianer in Brasilien. Dem folgte in den 1990er Jahren ein von Dieckert und Mehringer initiiertes Hilfsprojekt zum Schutz der Canela-Indianer vor der drohenden Ausrottung. Aus diesen Tätigkeiten ist eine beträchtliche Anzahl von Filmen entstanden, die vom Norddeutschen Rundfunk sowie dem Zweiten Deutschen Fernsehen ausgestrahlt worden sind. Einige dieser Filme wurden auch vom Institut für den Wissenschaftlichen Film (Göttingen) verbreitet.

## Funktionärskarriere
Dieckert ist Mitglied des Deutschen Turner-Bunds. Von 1962 bis 1966 war er Bundesjugendwart und von 1990 bis 2000 der Präsident des DTB. Mittlerweile ist er Ehrenpräsident.
Neben den Funktionen im Deutschen Turner-Bund war er von 1970 bis 1974 Präsidialmitglied des Deutschen Sportbundes und hier für den Bereich Breitensport zuständig. Unter seiner Leitung wurde die Trimm-Dich-Bewegung aufgebaut. In der Zeit von 1993 bis 2002 war Dieckert Präsidialmitglied des Nationalen Olympischen Komitees und von 1997 bis 2000 Beauftragter für Weltausstellungen von DSB und NOK.

## Auszeichnungen
- 1990 Sport-Verdienstorden durch den brasilianischen Erziehungsminister
- 1997 Bundesverdienstkreuz am Bande
- 2000 Ehrenmitglied des Deutschen Turner-Bundes
- 2002 Professor Honorifico (h. c.) der Universidade Federal da Bahia
- 2005 Großes Stadtsiegel von Oldenburg (Oldenburg)
- 2008 Ehrenmitglied der Friedrich-Ludwig-Jahn-Gesellschaft
- 2010 Sportplakette der Stadt Oldenburg
- 2014 Aufnahme in die Ehrengalerie des niedersächsischen Sports des Niedersächsischen Instituts für Sportgeschichte